# デリー級駆逐艦
| デリー級駆逐艦    | デリー級駆逐艦                                                                           | デリー級駆逐艦          |
| ----------------- | ---------------------------------------------------------------------------------------- | ----------------------- |
|                   |                                                                                          |                         |
| 艦級概観          |                                                                                          |                         |
| 艦種              | 駆逐艦 (ミサイル駆逐艦)                                                                  | 駆逐艦 (ミサイル駆逐艦) |
| 建造期間          | 1992年 - 1995年                                                                          | 1992年 - 1995年         |
| 就役期間          | 1997年 - 就役中                                                                          | 1997年 - 就役中         |
| 前級              | 61ME型 (ラージプート級)                                                                  | 61ME型 (ラージプート級) |
| 次級              | 15A型 (コルカタ級)                                                                       | 15A型 (コルカタ級)      |
| 性能諸元          |                                                                                          |                         |
| 排水量            | 満載：6,700トン                                                                          | 満載：6,700トン         |
| 全長              | 163.00 m                                                                                 | 163.00 m                |
| 全幅              | 17.40 m                                                                                  | 17.40 m                 |
| 吃水              | 6.5 m                                                                                    | 6.5 m                   |
| 機関              | COGAG方式                                                                                | COGAG方式               |
| 機関              | DT-59ガスタービンエンジン（16,000hp）                                                    | 4基                     |
| 機関              | 可変ピッチ・プロペラ                                                                     | 2軸                     |
| 速力              | 最大32ノット                                                                             | 最大32ノット            |
| 航続距離          | 5,000海里 (18kt巡航時)                                                                   | 5,000海里 (18kt巡航時)  |
| 乗員              | 360名（士官40名）                                                                        | 360名（士官40名）       |
| 兵装              | AK-100 100mm単装砲（就役時） オート・メラーラ 76 mm スーパー・ラピッド砲（近代化改装後） | 1基                     |
| 兵装              | AK-630 30mmCIWS                                                                          | 2基                     |
| 兵装              | 3S90ミサイル単装発射機 （9M38/9M38M2 SAM用）                                             | 2基                     |
| 兵装              | バラク-1短SAM VLS (8セル)                                                                | 4基                     |
| 兵装              | 3M24 SSM 4連装発射機KT-184（就役時）                                                     | 4基                     |
| 兵装              | ブラモス巡航ミサイル 4連装発射機（近代化改装後、デリー、ムンバイのみ）                   | 2基                     |
| 兵装              | RBU-6000対潜ロケット砲                                                                   | 2基                     |
| 兵装              | 533mm5連装魚雷発射管 （SET-65E対潜魚雷または53-65型対水上魚雷）                          | 1基                     |
| 艦載機            | シーキング ヘリコプター                                                                  | 2機                     |
| C4I               | IPN-10戦術情報処理装置                                                                   | IPN-10戦術情報処理装置  |
| レーダー          | フレガートMAE 3次元式                                                                    | 1基                     |
| レーダー          | バーラト RAWL-02 対空捜索用                                                              | 1基                     |
| レーダー          | ガルプン 対水上捜索用                                                                    | 1基                     |
| レーダー          | MR-212/201 ヴァイガーチ-U 航海用                                                         | 3基                     |
| レーダー          | MR-90 管制用                                                                             | 6基                     |
| レーダー          | MR-184 管制用                                                                            | 1基                     |
| レーダー          | MR-123-02(D-62)またはEL/M-2221 STGR 管制用(D-61、D-60)                                   | 2基                     |
| ソナー            | HUMVADあるいはスフェリオン                                                               | 1基                     |
| 電子戦・ 対抗手段 | アジャンタ電波探知装置                                                                   | アジャンタ電波探知装置  |
| 電子戦・ 対抗手段 | TQN-2電波妨害装置                                                                        |                         |
| 電子戦・ 対抗手段 | PK-2 デコイ発射機                                                                        | 2基                     |
| 電子戦・ 対抗手段 | 曳航式対魚雷デコイ装置                                                                   |                         |

デリー級駆逐艦 (英語: Delhi-class destroyer) は、インド海軍の駆逐艦（ミサイル駆逐艦）の艦級。インド海軍での計画番号は15型。

## 設計
設計にあたっては、ロシアのセヴェルノイェ設計局が協力しており、基本構成は、ソビエト連邦から輸入して運用していた61ME型（ラージプート級）をもとに船体を延長するとともに、ゴーダーヴァリ級フリゲートの開発で得られた知見を反映したものとなっている。安定化装置として、非収納式のフィンスタビライザーを装備している。抗堪性に配慮して、船体は6つの区画（citadel）から構成され、それぞれ独立した動力・通信システムを備えている。またNBC（核·生物·化学）兵器に対する防御措置も講じられており、海水による洗浄システムを有する。2番艦以降では、電子機器のオーバーヒート防止の為、空調能力が強化された。
ウクライナ製のDT-59ガスタービンエンジン4基によるCOGAG方式となっており、減速機なども含めたシステムとしてM36Eと称される。「デリー」の海上公試では、機関出力64,000馬力、前進速力32ノット、後進速力13ノットを記録した。なお、アメリカ海軍協会（USNI）ではCODOG機関を搭載している可能性も示唆している。なお、機関配置を反映して煙突は前後2本に分離されており、前部煙突は左舷、後部煙突は右舷に寄せられている。

## 装備

### C4ISR
戦術情報処理装置としては、バラト社製のシカリ（Shikari）を搭載するとされる。これはイタリアのAESN社製IPN-10の派生型であり、同時に12目標を追尾して、その内6目標に対処可能とされる。また本級では、全艦に旗艦設備が備えられている。
主センサーとしては、3次元式のフレガートMAEまたはフレガート-M2（NATO名「ハーフ・プレート」）が搭載された。またこれを補完する長距離捜索用の2次元レーダーとして、ゴーダーヴァリ級フリゲートと同様にバーラトRAWL-02も搭載された。艦対艦ミサイルの測的も兼ねて、ガルプン対水上捜索レーダーも搭載されている。
ソナーとしては、国産のHUMVADあるいはフランス製のTSM-2633「スフェリオン」のライセンス生産機が搭載されていると言われている。また2番艦では、船底装備ソナーをHUMSAに更新するとともにATAS曳航ソナーを追加装備したという説もある。
電波探知装置として搭載されたアジャンタ（Ajanta）は、エレットロニカ社のINS-3の派生型と言われている。

### 武器システム

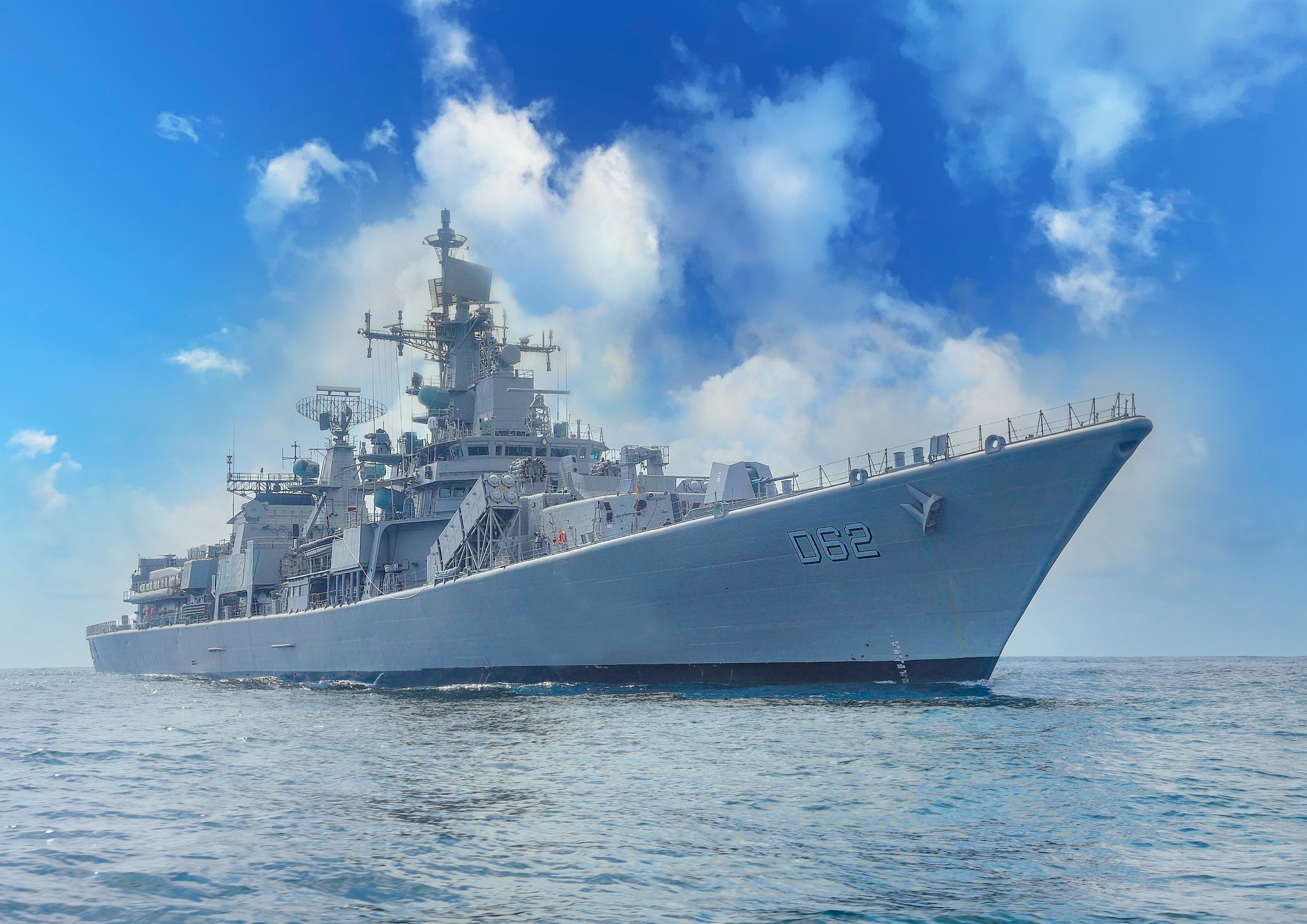
兵装換装後のムンバイ（2024年1月27日）

防空システムは、当初はロシア海軍の956型艦隊水雷艇（ソヴレメンヌイ級）とほぼ同構成とされており、艦隊防空用として3K90「ウラガーン」艦隊防空ミサイル・システム（後に発展型の「シュチーリ」に更新）、近接防空用としてAK-630 CIWSを搭載していた。ウラガーン・システムの配置もソヴレメンヌイ級とほぼ同様で、艦の前後に3S-90単装発射機を各1基備え、6基のOP-3（「フロント・ドーム」）火器管制レーダーの指揮を受ける。AK-630ガトリング砲は当初、両舷に各2基、合計で4基を搭載し、それぞれ2基のMR-123-02管制用レーダーにより管制されていた。その後、2003年から2006年にかけて、4基のAK-630のうち2基をバラク-1個艦防空ミサイルのVLSと換装する改修が行われており、これと合わせて、火器管制レーダーも2基をMR-123-02からEL/M-2221 STGRへ換装している。
艦対艦ミサイルとしては、当初は超音速の3M80「モスキート」の搭載を検討したものの、これは断念された。大型のブラストデフレクターはその名残であるといわれている。結局、より小型軽量の3M24E艦対艦ミサイルが採用され、KT-184 4連装発射機4基が搭載された。これは、インド海軍にとっては本級が初度装備であり、その後、ブラマプトラ級フリゲートやコーラ級コルベットなどにも搭載されている。2023年の近代化改装で、デリーとムンバイは3M24Eをブラモス巡航ミサイルに換装し、4連装発射機を搭載した。
対潜兵器としては、RBU-6000対潜迫撃砲 2基を艦橋前に装備している。また前部煙突直後に搭載された533mm口径の5連装魚雷発射管は、対潜用のSET-65Eと対艦用の53-65のいずれも使用できる。
主砲は、ロシア製のAK-100 100mm単装砲を1門搭載した。2023年の近代化改装で、AK-100はステルス砲塔のオート・メラーラ 76 mm スーパー・ラピッド砲に換装された。

### 艦載機

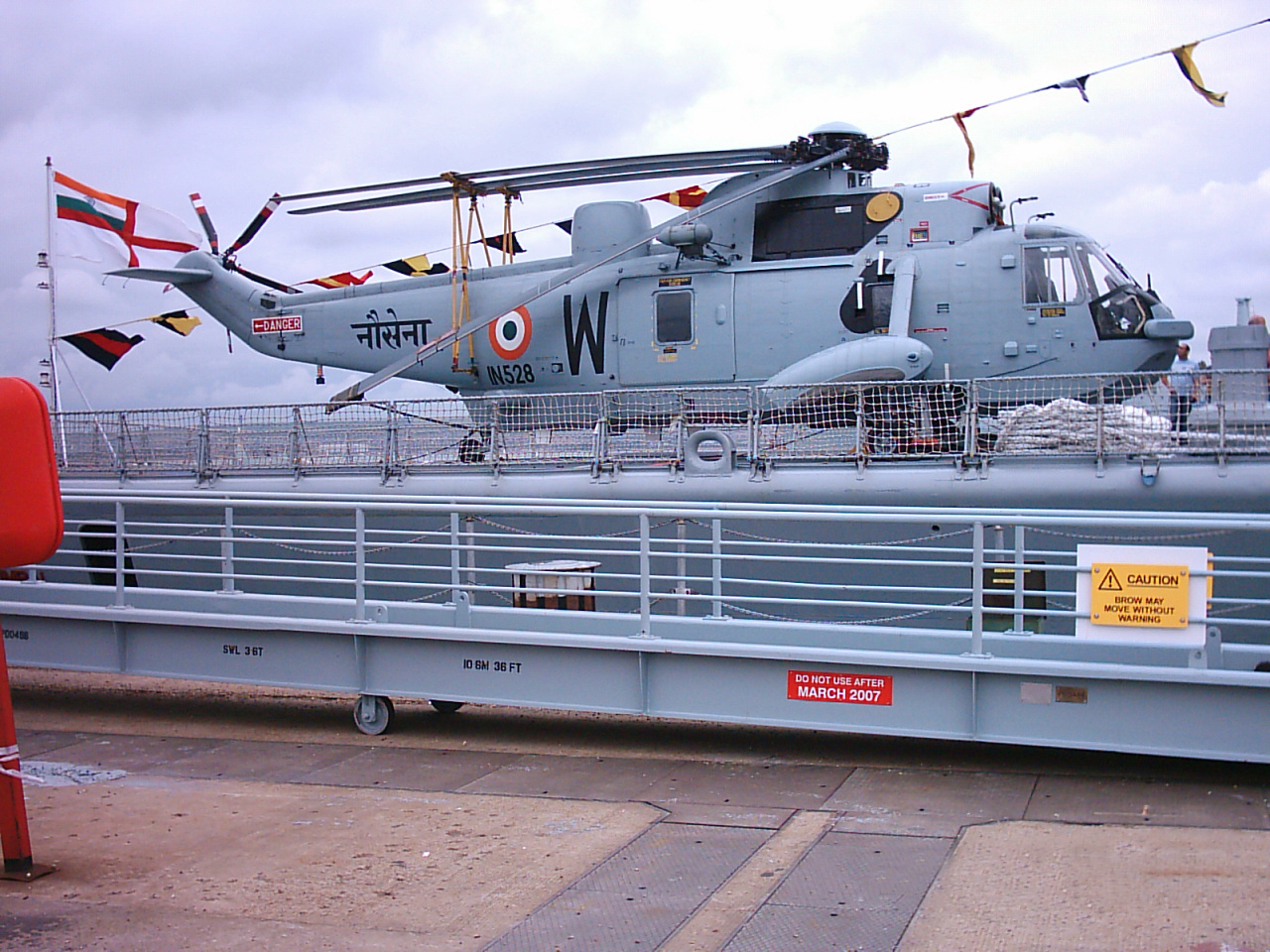
ムンバイ艦上のシーキング・ヘリコプター

船体後部のヘリコプター甲板には、着艦拘束装置としてハープーン・グリッド・システムを備える。哨戒ヘリコプターは、シーキングヘリコプターまたはHAL ドゥルーブを2機搭載する。

## 同型艦
| #   | 艦名                  | 起工            | 進水           | 就役            |
| --- | --------------------- | --------------- | -------------- | --------------- |
| D61 | デリー INS Delhi      | 1992年 12月12日 | 1995年 3月20日 | 1997年 11月15日 |
| D60 | マイソール INS Mysore | 1991年 2月2日   | 1993年 6月4日  | 1999年 6月2日   |
| D62 | ムンバイ INS Mumbai   | 1992年 12月12日 | 1995年 3月20日 | 2001年 1月22日  |